# Kārlis Kepke
Kārlis Kepke (6 de novembro de 1890, data de morte desconhecida) foi um ciclista letão, que competiu representando Rússia na prova de estrada (individual e por equipes) nos Jogos Olímpicos de Verão de 1912 em Estocolmo.